# David Backes
David Anthony Backes (* 1. Mai 1984 in Minneapolis, Minnesota) ist ein ehemaliger US-amerikanischer Eishockeyspieler, der im Verlauf seiner aktiven Karriere zwischen 2003 und 2021 unter anderem 1.047 Spiele für die St. Louis Blues, Boston Bruins und Anaheim Ducks in der National Hockey League (NHL) auf der Position des rechten Flügelstürmers bestritten hat. Den Großteil seiner Karriere verbrachte er zwischen 2006 und 2016 bei den St. Louis Blues, die er fünf Spielzeiten lang als Mannschaftskapitän anführte. Mit der Nationalmannschaft der Vereinigten Staaten gewann Backes die Silbermedaille bei den Olympischen Winterspielen 2010.

## Karriere
David Backes begann seine Karriere als Eishockeyspieler bei den Lincoln Stars, für die er von 2001 bis 2003 in der Juniorenliga United States Hockey League aktiv war. Anschließend wurde er im NHL Entry Draft 2003 in der zweiten Runde als insgesamt 62. Spieler von den St. Louis Blues ausgewählt. Zunächst spielte der Angreifer jedoch drei Jahre lang für die Mannschaft der Minnesota State University, Mankato, ehe er gegen Ende der Saison 2005/06 für deren Farmteam, die Peoria Rivermen aus der American Hockey League, sein Debüt im professionellen Eishockey gab. Während der Rechtsschütze in der Saison 2006/07 noch parallel für St. Louis in der National Hockey League und Peoria in der American Hockey League spielte, stand der US-Amerikaner ab der Saison 2007/08 ausschließlich für die St. Louis Blues in der NHL auf dem Eis. Vor Beginn der NHL-Saison 2011/12 wurde Backes zum Mannschaftskapitän der Blues ernannt.
Nach zehn Jahren in St. Louis erhielt Backes nach der Saison 2015/16 keinen neuen Vertrag von den Blues, sodass er sich im Juli 2016 als Free Agent den Boston Bruins anschloss. Er unterzeichnete dort einen Fünfjahresvertrag, der ihm ein durchschnittliches Jahresgehalt von sechs Millionen US-Dollar einbrachte. Noch vor Erfüllung dessen wurde der US-Amerikaner allerdings im Februar 2020 samt Axel Andersson sowie einem Erstrunden-Wahlrecht für den NHL Entry Draft 2020 an die Anaheim Ducks abgegeben. Im Gegenzug wechselte Ondřej Kaše zu den Bruins, die zudem weiterhin ein Viertel von Backes’ Gehalt übernahmen. Im September 2021 beendete der US-Amerikaner im Alter von 37 Jahren seine aktive Karriere.

### International
Für die Vereinigten Staaten nahm Backes an den Weltmeisterschaften 2007, 2008 und 2009 teil. Zudem gehörte er dem Team USA bei den Olympischen Winterspielen 2010 und 2014 an, wobei die Mannschaft 2010 die Silbermedaille gewann. Außerdem vertrat er sein Heimatland beim World Cup of Hockey 2016.

## Erfolge und Auszeichnungen
| - 2003 USHL First All-Star Team - 2004 WCHA All-Rookie Team - 2006 WCHA Second All-Star Team | - 2006 NCAA West Second All-American Team - 2011 Teilnahme am NHL All-Star Game |

### International
- 2010 Silbermedaille bei den Olympischen Winterspielen

## Karrierestatistik

### International
Vertrat die USA bei:
| - Weltmeisterschaft 2007 - Weltmeisterschaft 2008 - Weltmeisterschaft 2009 | - Olympischen Winterspielen 2010 - Olympischen Winterspielen 2014 - World Cup of Hockey 2016 |

(Legende zur Spielerstatistik: Sp oder GP = absolvierte Spiele; T oder G = erzielte Tore; V oder A = erzielte Assists; Pkt oder Pts = erzielte Scorerpunkte; SM oder PIM = erhaltene Strafminuten; +/− = Plus/Minus-Bilanz; PP = erzielte Überzahltore; SH = erzielte Unterzahltore; GW = erzielte Siegtore; 1 Play-downs/Relegation; Kursiv: Statistik nicht vollständig)